# Angela Gheorghiu
Angela Gheorghiu, född 7 september 1965 i Adjud, Rumänien, är en rumänsk operasångerska. Sedan hon gjorde sin professionella debut 1990 har hon som sopran sjungit vid Metropolitan Opera i New York, Royal Opera House i London, Wiener Staatsoper i Wien och La Scala i Milano. Gheorghiu är knuten till skivbolagen EMI och Decca.

## Diskografi i urval
- Arias Decca 1996
- L'elisir d'amore (Donizetti) Decca  1997
- Mysterium - Sacred Arias Decca 2001
- La Bohème (Puccini) Decca
- La Traviata (Verdi) Decca
- La Rondine (Puccini) EMI
- Werther (Massenet) EMI
- Manon (Massenet) EMI
- Tosca soundtrack (Puccini) EMI
- Il Trittico (Puccini) EMI
- Verdi: Requiem (Verdi) EMI 2001 DVD
- Il Trovatore (Verdi) EMI
- Romeo och Julia (Gounod) EMI
- Live From La Scala EMI 2007